# Anisomysis ohtsukai
Anisomysis ohtsukai är en kräftdjursart som beskrevs av Murano 1994. Anisomysis ohtsukai ingår i släktet Anisomysis och familjen Mysidae. Inga underarter finns listade i Catalogue of Life.